# Натер Форт (Западна Вирџинија)
Натер Форт (енгл. Nutter Fort) град је у америчкој савезној држави Западна Вирџинија.

## Демографија
По попису из 2010. године број становника је 1.593, што је 93 (-5,5%) становника мање него 2000. године.
| Група             | 2000.         | 2010.         |
| Белци             | 1.631 (96,7%) | 1.520 (95,4%) |
| Афроамериканци    | 15 (0,9%)     | 12 (0,8%)     |
| Азијати           | 5 (0,3%)      | 8 (0,5%)      |
| Хиспаноамериканци | 17 (1,0%)     | 21 (1,3%)     |
| Укупно            | 1.686         | 1.593         |